# Blanice (Mladá Vožice)
Blanice (německy Blanitz) jsou vesnice, část města Mladá Vožice v okrese Tábor v Jihočeském kraji. Nachází se asi tři kilometr jižně od Mladé Vožice. Prochází zde silnice II/137. Blanice leží v katastrálním území Blanice u Mladé Vožice o rozloze 3,1 km². V katastrálním území Blanice u Mladé Vožice leží i Dubina.

## Historie
První písemná zmínka o vesnici pochází z roku 1318.

## Obyvatelstvo
| Rok            | 1869 | 1880 | 1890 | 1900 | 1910 | 1921 | 1930 | 1950 | 1961 | 1970 | 1980 | 1991 | 2001 | 2011 | 2021 |
| -------------- | ---- | ---- | ---- | ---- | ---- | ---- | ---- | ---- | ---- | ---- | ---- | ---- | ---- | ---- | ---- |
| Počet obyvatel | 227  | 184  | 181  | 173  | 182  | 179  | 121  | 89   | 92   | 88   | 73   | 79   | 62   | 59   | 59   |
| Počet domů     | 23   | 20   | 21   | 20   | 19   | 18   | 19   | 21   | 21   | 19   | 17   | 23   | 20   | 21   | 20   |

## Obecní správa
Při sčítání lidu v letech 1850–1899 Blanice byly osadou obce Janov v okrese Tábor. V letech 1900–1975 byly samostatnou obcí, se kterým patřily nejprve do okresu Tábor, ale v roce 1950 v okrese Votice a od roku 1960 opět v okrese Tábor. Od 1. července 1975 jsou částí města Mladá Vožice v okrese Tábor. V letech 1900–1975 k obci patřily Bendovo Záhoří, Krchova Lomná a Ústějov.

## Pamětihodnosti
- Kostel Panny Marie a svatého Václava

## Galerie

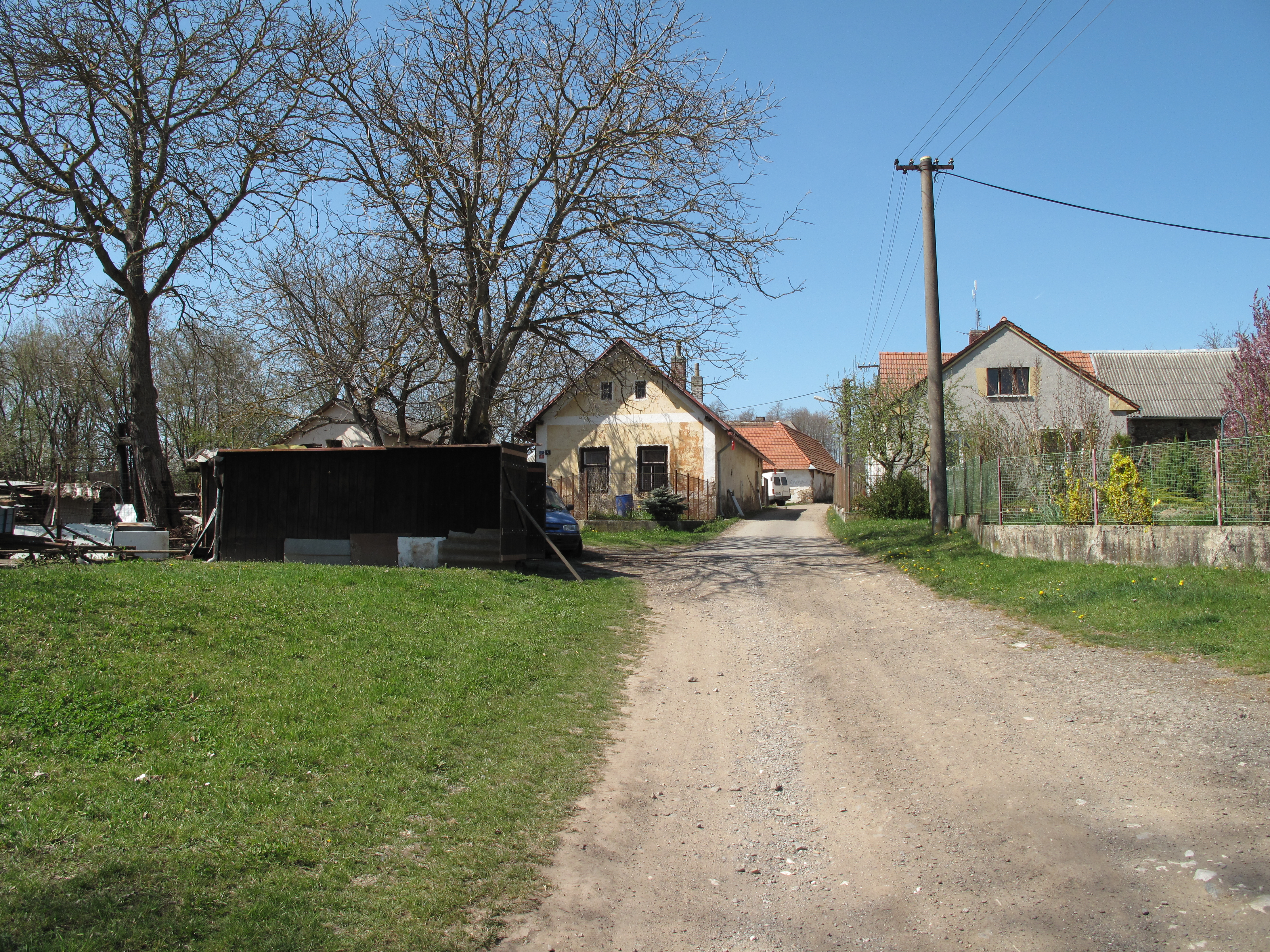
Domy
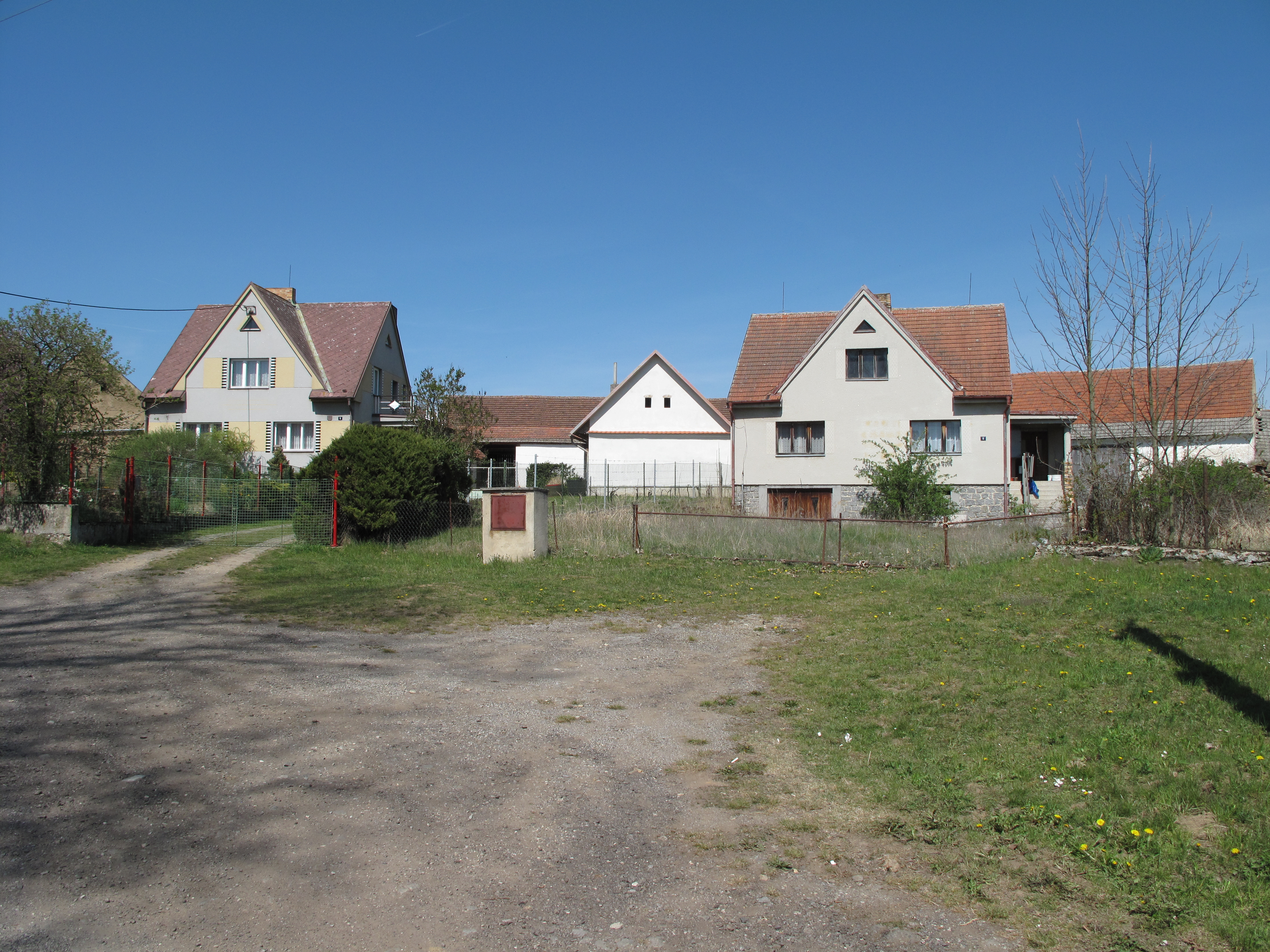
Novější domy
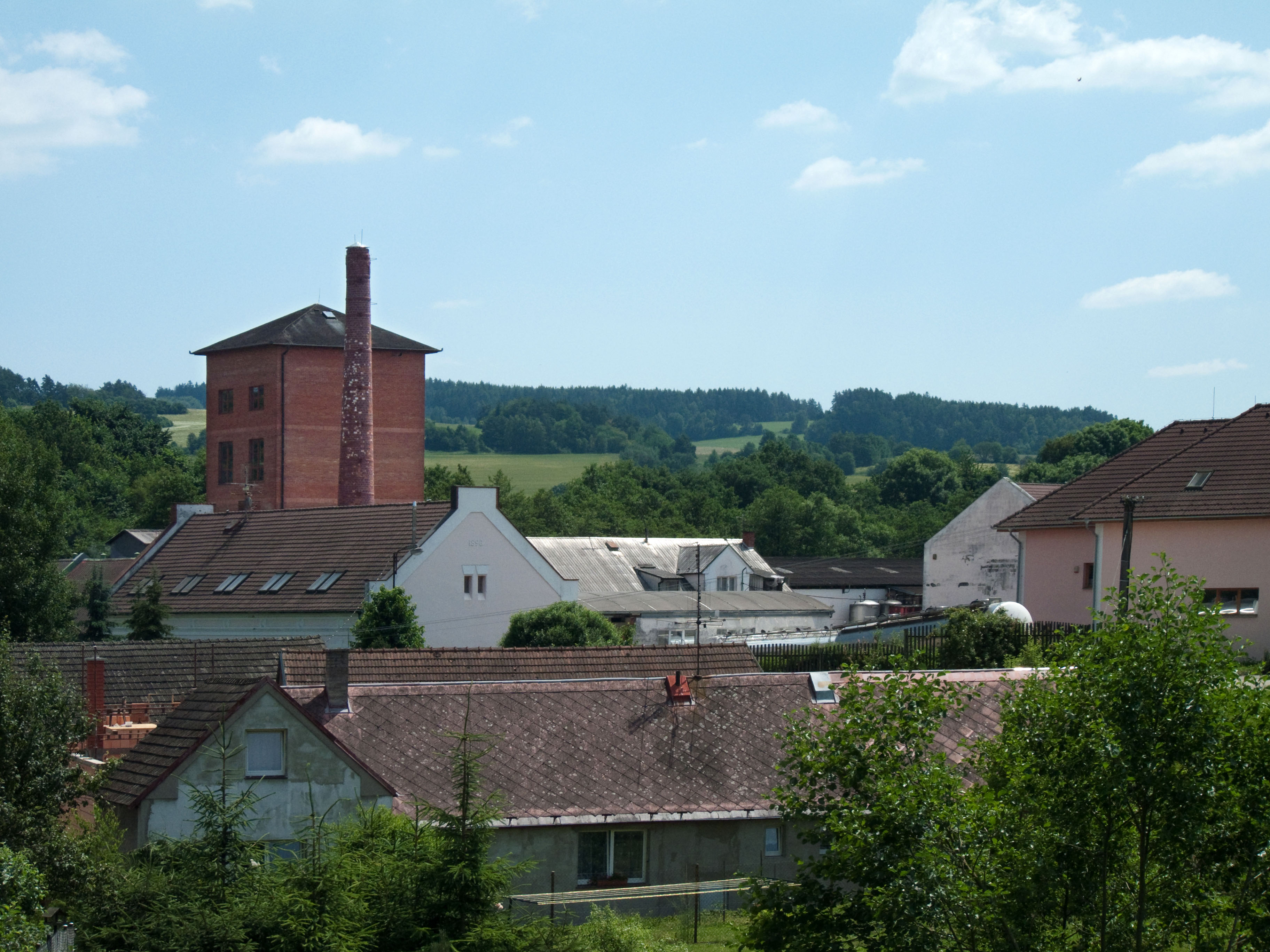
Lihovar